# Sierra de Abajo
La sierra de Abajo es un pequeño cordal montañoso al oeste de Monticello en Utah al sur del parque nacional Tierra de Cañones. El cordal montañoso se ubica dentro del bosque Nacional de Manti-La Sal. Su punto más elevado en el pico Abajo con sus 3,463 metros de altura.

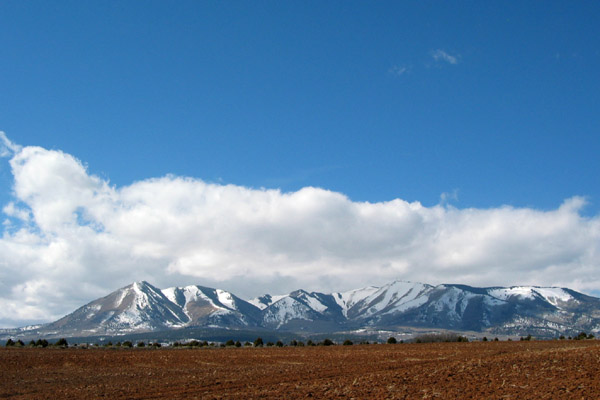
Vista de la sierra de Abajo cerca de Monticello.